# シンシア・カドハタ
シンシア・カドハタ（Cynthia Kadohata; 1956年6月2日 -）は日系アメリカ人作家であり、特に児童文学作家として知られる。日系家族を描いた『きらきら』、『サマーと幸運の小麦畑』でそれぞれニューベリー賞、全米図書賞（児童文学部門）を受賞した。

## 背景
カドハタの父は日系二世である。父方の祖父母は日本で結婚し、1920年初頭に渡米。コスタメサ（カリフォルニア州）の小作農として主にセロリ栽培に携わったが、祖父はカドハタの父が幼い頃にトラクターの事故で亡くなった。第二次大戦中、日本に住む父方の叔父2人が戦死した。カドハタの父は米陸軍情報部の日系人部隊に配属され、さらに戦後、日本が連合軍の占領下に置かれると、日本に送られ、駐屯中に初めて従兄らに会った。
カドハタの母は日系三世であり、母も母方の祖母も南カリフォルニアで生まれた。一家は1930年代にハワイに引っ越した。祖父は孤児であったため出生不明。グラフィック・アーティストであったが、カドハタの母が7歳のときにハワイの海で溺死した。カドハタの母はウェイトレスをして一家（母と7人の兄弟姉妹）を支えた。
シンシア・カドハタは1956年にシカゴ（イリノイ州）で生まれた。間もなく、父が当時日本人・日系人が得意としていたヒヨコの雌雄鑑別の仕事に就くためにジョージア州に引っ越し、さらにカドハタが2歳のときに同じ仕事でアーカンソー州に移動し、ここで9歳まで過ごした後、さらにジョージア州、ミシガン州、再びシカゴへと移動を続け、カドハタが15歳のときにロサンゼルス（カリフォルニア州）に落ち着いた。カドハタにはアーカンソー生まれの弟とシカゴ生まれの妹がいる。子供時代のこのようなノマド的な生活は、デビュー作『浮世/憂世 (The Floating World)』(邦題『七つの月』) の背景となり、また、こうした経験から「この素晴らしい国を旅して回ること」が何よりも好きで、「執筆の原動力」になっているという。

## 学業
カドハタはオルタナティブ教育を受けたが、ロサンゼルスに越してハリウッド・ハイスクールに転校したときに、単位互換が可能な科目が少なかったこともあり中退し、百貨店やファーストフード店で働いた。18歳でロサンゼルス・シティー・カレッジに入学。さらに南カリフォルニア大学に転学し、ジャーナリズムの学士号を取得した。

## 作家活動
21歳のときに交通事故で重傷を負って入院。退院後、ボストン（マサチューセッツ州）の妹のもとに身を寄せ、療養中に小説を次から次へと読んでいるうちに、「口では表現できないことも小説でなら表現できる」と、作家になる決意をした。仕事を転々としながら執筆を続け、『アトランティック』誌や『ニューヨーカー』誌に原稿を送った。最初の作品は一本脚のアヒルがたくさん住む惑星を描いたものだったが、当初はこの作品を含め40篇以上が却下された。最初に受理されたのは「チャーリーO」という短編で、1986年に『ニューヨーカー』誌に掲載され、やがて『ペンシルベニア・レビュー』など他の雑誌にも掲載されるようになった。一方、ピッツバーグ大学（ペンシルベニア州）やコロンビア大学の創作科の講義を受講し、修業を積んでいたが、1988年に著作権エージェントのアンドリュー・ワイリーに見出され、早くも翌1989年に『浮世/憂世』がヴァイキング・プレスから出版された。

### 『七つの月』
『浮世/憂世』(邦題『七つの月』) は、1950年代のアメリカ社会を背景に12歳の少女オリヴィアが語る日系家族の物語である。日系人は終戦とともに強制収容所から解放されたとはいえ、いまだ仕事に就くのは難しく、オリヴィアの父は、古ぼけたセダンに妻、義母、4人の子どもたちを乗せ、仕事を求めて州から州へと移動する。この幹線道路とガソリンスタンド、モーテルを転々とする生活がオリヴィアの世界であり、文字通りのうつろう世界、「浮世」である。また、この浮遊感は、母マリコが自ら望んで結婚したのではない夫チャーリーを心から愛することができず、かといってその善良さゆえに憎むこともできず、不満を抱えながら夫を満足させることもできないという家族内に潜む不安を象徴している。
この作品に対する批評家の意見は分かれた。日系人のなかでもミチコ・カクタニは「辛い経験をユーモラスかつ感性豊かに描いている」、「移民の子として成長するとはどういうことなのか、アメリカ社会に帰属しながら、同時にまたアメリカ社会の外にいるとはどういうことなのかを考えさせる」と評価したが、歴史的記述が不正確だという批判もあり、カドハタは、「日系」アメリカ人作家として扱われることに戸惑いを覚えながらも、「日系アメリカ人作家はみんな自分の心の底から書いているのであって、日系人を代表しているわけではない」と反論している。
1992年に発表された『愛の谷間 (In the Heart of the Valley of Love)』は2052年のロサンゼルスを舞台とした未来小説であり、貧富の差や人種問題などの社会問題を扱っている。1995年にはSF小説または幻想小説の『グラスマウンテン (The Glass Mountains)』を発表した。次作の『きらきら』が発表されたのは9年後の2004年のことである。

### 『きらきら』
『きらきら』(Kira-Kira)もカドハタの子供時代の経験に基づく作品である。主人公ケイティは両親と姉、弟とジョージア州の町で暮らしている。もともとアイオワ州で食品店を営んでいたが経営難に陥り、父がヒヨコの雌雄鑑別の仕事を得たためにジョージア州へ移住することになった。母は鶏肉工場で働くことになった。ケイティは姉のリンを心から慕っている。「きらきら」は姉に教えられた最初の日本語であり、「わたしはそのことばが大好きだった。大きくなると、好きなものはなんでも「きらきら」と呼んだ。きれいな青い空、子犬、子猫、ちょうちょ、色つきクリネックス」。だが、リンはやがて病に倒れ、ケイティは苦しむ姉の姿を目の当たりにする。本作品はアジア/太平洋アメリカ文学賞およびニューベリー賞を受賞した。

### 『草花とよばれた少女』
2006年出版の『草花とよばれた少女』(Weedflower)で、カドハタは初めて日系人の強制収容の問題に真っ向から取り組んだ。1941年12月の日本軍の真珠湾攻撃の後、1942年2月19日にルーズベルト大統領が発した大統領令9066号によりカリフォルニア州、オレゴン州、ワシントン州に住む約12万人の日系人が強制立ち退きを命じられ、内陸部の10の収容所に抑留されることになった。本作品の主人公スミコの家でも市民権をもたない一世の祖父と叔父がFBIに連行され、残された家族はタンフォラン仮収容所、次いでポストン戦争強制収容センターに移送された。この収容所は他の収容所と違い、インディアン事務局によりソノラ砂漠のコロラド川インディアン保留地に建てられたものである。劣悪な自然環境であったが、もともと花卉農家だったスミコ一家はこの砂漠でも灌漑施設を作るなどして花卉栽培に成功し、この活動を通して、当初は日系人に反感を抱いていた先住民との間に「土地を追われた者」同士の連帯感が生まれた。これを象徴的に表わすのがスミコと先住民の青年フランクとの心の絆である。反日感情が渦巻く収容所の外の世界に戻ることを恐れるようになったスミコに、フランクは自由な未来に向かって歩み出す勇気を与えるのである。
カドハタは『パブリッシャーズ・ウィークリー』誌のインタビューで、この作品は父親の収容所体験に基づくものかという問いに対して、「父はポストンでの体験については何も話したがらなかった」、当時、花卉農家について本を書いていたナオミ・ヒラハラを介して、収容所体験をもつ4、5人の日系人に話を聞く機会を得たと答えている。さらに、『草花とよばれた少女』の読者に何を期待するかという問いに対しては、「子どもたちに第二次大戦中の収容所で実際に起こったことを理解してもらいたい」、不当な強制収容は「おそらく現在も起こっている」と語っている。
本書は、PEN/USA賞を受賞した。
カドハタは以後も次々と作品を発表し、ベトナム戦争を舞台に、特別な訓練を受け、爆弾、罠、敵などを嗅ぎ分けることのできる「米軍の最も貴重な武器の一つ」であるジャーマン・シェパード・ドッグ「クラッカー」と志願入隊したリック・ハンスキの物語『ベトナム最高の犬クラッカー！ (Cracker! The Best Dog in Vietnam)』で、カリフォルニア州ヤング・リーダー賞、ノースカロライナ州児童文学賞、オハイオ・バッカイ（栃の木）児童文学賞、ネブラスカ州金の種蒔く人賞、カンザス州ウィリアム・アレン・ホワイト児童文学賞、サウスカロライナ州児童文学賞などを受賞。さらに『運に関すること』（邦題『サマーと幸運の小麦畑』）で全米図書賞（児童文学部門）を受賞した。

## 著書一覧
- The Floating World (Viking, 1989)
  - 『七つの月』荒このみ訳, 講談社, 1991
- In the Heart of the Valley of Love (Viking, 1992)
- The Glass Mountains (Clarkston, GA, White Wolf Pub, 1995)
- Kira-Kira (Atheneum, 2004) — ニューベリー賞
  - 『きらきら』代田亜香子訳, 白水社, 2004
- Weedflower (Atheneum, 2006)
  - 『草花とよばれた少女』代田亜香子訳, 白水社, 2006
- Cracker! The Best Dog in Vietnam (Atheneum, 2007)
- Outside Beauty (Atheneum, 2008)
- A Million Shades of Gray (Atheneum, 2010)
  - 『象使いティンの戦争』代田亜香子訳, 白水社, 2006
- The Thing About Luck (Atheneum, 2013) — 全米図書賞（児童文学部門）
  - 『サマーと幸運の小麦畑』代田亜香子訳, 作品社, 2014
- Half a World Away (Atheneum, 2014)
- Checked (Atheneum, 2018)

その他の邦訳
- 「ジャックの娘」(Jack's Gril) 山内照子訳, 新風書房『幽霊がいっぱい』所収。

## 参考資料
- シンシア・カドハタ 公式ウェブサイト "About Cynthia Kadohata"
- "Kadohata, Cynthia" (encyclopedia.com)
- Michiko Kakutani (ミチコ・カクタニ), Books of The Times; Growing Up Rootless in an Immigrant Family (『ニューヨーク・タイムズ』紙)